# Ranoidea spenceri
Ranoidea spenceri – gatunek płaza bezogonowego z podrodziny Pelodryadinae w rodzinie rzekotkowatych (Hylidae); endemit Australii, krytycznie zagrożony wyginięciem.

## Rozmieszczenie geograficzne i siedlisko
Płaz jest endemitem południowego wschodu Australii. Posiada niezwykle ograniczony i pofragmentowany zasięg występowania. Obszar zajmowany, według obliczeń z 2020 roku, to zaledwie 24 km², a biorąc pod uwagę pożary buszu w latach 2019–2020 – obecnie zapewne jeszcze mniej. Tereny zasiedlane przez gatunek rozpościerają się pomiędzy jeziorem Eildon w centralnej części stanu Wiktoria a Górą Kościuszki w skrajnie południowo-wschodniej Nowej Południowej Walii.
Bezogonowy płaz żyje na wysokości od 300 do 1100 metrów nad poziomem morza. Zasiedla różne typy siedlisk od lasów górskich po lasy wilgotne i suche na średnich i niskich wysokościach, wzdłuż strumieni i potoków zazwyczaj płynących wśród skał.

## Status
W 1994 Groombridge uznał płaza za zagrożonego wyginięciem (Endangered), 2 lata później określono go jako gatunek wrażliwy (Vulnerable). Od 2002 IUCN przyznaje mu status krytycznie zagrożonego wyginięciem (Critically Endangered). Według danych różnych autorów z lat 2018 i 2020 całkowita liczebność gatunku nie przekracza 1500 dorosłych osobników. Co gorsza, jego liczebność nadal maleje.